# Хуго IX фон Дагсбург
Хуго IX фон Дагсбург (на немски: Hugo IX von Dagsburg; † сл. 1137) от род Етихониди, е от 1103 г. граф на Дагсбург в Горна Лотарингия.

## Произход
Той е син на граф Алберт I фон Егисхайм († 1098), 1089 граф на Дагсбург, и съпругата му Ермезинда Люксембургска († 1143), дъщеря на граф Конрад I Люксембургски († 1086) и съпругата му Клеменция Аквитанска († сл. 1129). Майка му Ермезинда се омъжва втори път през 1109 г. за Готфрид I, граф на Намюр († 1139).
Сестра му Матилда фон Егисхайм († 1157) е омъжена 1120 г. за граф Фолмар V фон Мец-Хомбург († 1145).

## Фамилия
Хуго се жени за Гертруд фон Лооц († сл. 1154). Те имат децата.
- Хуго X (XII) († сл. 1178), граф на Дагсбург и Мец, женен 1143 г. за Луитгарт фон Зулцбах († сл. 1163), вдовица на херцог Готфрид II фон Льовен († 1142), дъщеря на граф Беренгар I фон Зулцбах († 1125) и Аделхайд фон Волфратсхаузен († 1126). Луитгарт е сестра на Гертруда фон Зулцбах, съпругата на Конрад III, и на Берта фон Зулцбах, съпругата на император Мануил I Комнин от Византия.[3]
- Петронила фон Дагсбург († сл. 1157), омъжена сл. 1119 г. за Либод I де Бофремон († сл. 1157

Хуго IX има вер. още една дъщеря:
- Клеменция фон Дагсбург († 1169), омъжена за граф Хайнрих I фон Салм-Лонгенщайн († сл. 1170)[4]